# メコン・デルタ (バンド)
メコン・デルタ（Mekong Delta）は、ドイツ出身のスラッシュ/プログレッシブ・メタル・バンド。
1985年、音楽エンジニアであるラルフ・ヒューベルトを主宰に結成。スラッシュメタルとクラシック音楽をクロスオーバーさせた、独特のテクニカルサウンドを展開している。

## 概要
元々は、ジャーマンメタル・バンド「レイジ」の前身「アヴェンジャー」(Avenger）の音楽エンジニアであったラルフ・ヒューベルトが、同メンバーのヨルグ・マイケルと意気投合して始まった音楽プロジェクトが原点である。
2人で制作に着手し、途中からレイジの同僚ピーヴィー・ワグナー（ベース/ボーカル）も一時期協力して、「ジェイク・ジェンキンス」の名で歌詞を提供する。そしてラルフ自身も「ビョルン・エクルンド」という変名を使用して、プレイヤーとしても名を連ねた。
デビュー・アルバムのラインナップには、ジャーマン・スラッシュ・バンド「リヴィング・デス」のギタリスト達が参加した。ラルフ以外のメンバーも変名でクレジットされ、まるで覆面バンドのような様相だった。これは、ラルフとヨルグ・マイケルは所属するレコード会社が異なるため、外部からの干渉を回避するための措置であった。また当初は作品のみのプロジェクトであったため、ライブ活動を始めた1990年代初頭頃に実態を明かすまでは、ラルフとエクルンドも別人と認識されていた。

## 背景・略歴

### 創設期（1985年 - 1997年）
1985年、当時全盛だったメタリカのヒットに触発されたラルフとヨルグ・マイケルは、自分達なら更に進化したものを作れるという自負から、最初のファーストアルバム『Mecong Delta』を制作。サウンドはスラッシュメタル的なアプローチが目立っていた。2ndアルバム『ザ・ミュージック・オブ・エーリッヒ・ツァーン』や『ザ・プリンシプル・オブ・ダウト』からクラシック音楽により接近するようになり、スラッシュメタルとクロスオーバーさせた前衛的でテクニカルなスタイルを確立させる。20分間に及ぶ組曲『ダンゼズ・オブ・デス』は初期スタイルの集大成といえる。
ライブ・アルバム『ライヴ・アット・エキジビション』発表の頃からメンバーも固定されて順調に制作を続け、1992年の『カレイドスコープ (万華鏡)』ではサウンドプロダクションのレベルもより洗練された。この時期評論家で”キャプテン”の愛称でも知られる和田誠のトークイベントにおいてプロモーションを兼ねた来日もしている。
そして1996年、近世作曲家ムソルグスキーの代表作である『展覧会の絵』を再現したカバー作品を集大成として、翌年にバンド活動を休止した。

### バンド活動再開後（2006年 - 現在）
2006年、ラルフは新たなラインナップで10年ぶりにバンド活動を再開し、2007年に復活アルバム『ラーキング・フィア』を発表。以前と遜色のないスタイルをみせた。翌年にはライブ・ツアーが可能なメンバーに交代させ、2014年までコンスタントに作品をリリースする。
また暫く途絶えていたが、2018年に旧メンバーが復帰した頃から活動を再開。2020年、6年ぶり12枚目となるスタジオ・アルバム『Tales of a Future Past』をリリースした。

## サウンドスタイル

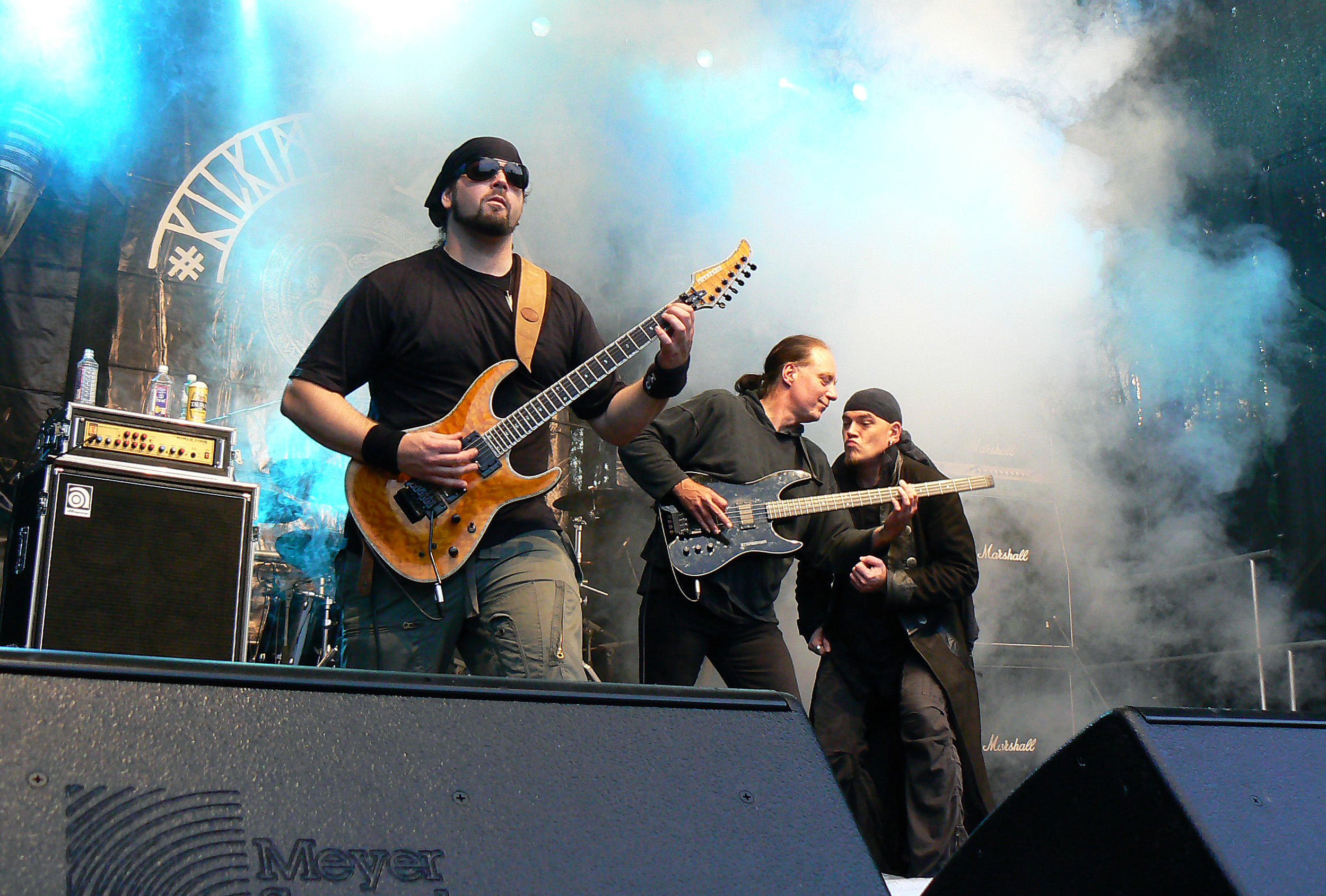
リトアニア・ヴァルニアイ公演（2011年6月）

デビュー当初は、テクニカルなスラッシュメタルの範疇に過ぎなかったが、ラルフ・ヒューベルトは、1970年代のプログレッシブ・ロック・バンド「エマーソン・レイク・アンド・パーマー」のカバー作品『展覧会の絵 (ELPのアルバム)』を意識しており、自身もファースト・アルバムで原曲『展覧会の絵』からの1曲をカバーしている。
セカンド・アルバム以降から、クラシック音楽とのクロスオーバー化が進み、特に作家H.P. ラヴクラフトや上記ムソルグスキー作品などのカバーをベースとした、前衛的なテクニカルサウンドに変化していった。また、ネオクラシカルメタルやシンフォニックメタル勢などにみられる鍵盤楽器は使用せず、組曲をすべてギター、ベース、ドラムで実践している。
1990年代初頭に音楽評論家の間では、このようなテクニカルサウンドはスタジオ編集だからこそ可能であって、ライブで再現するのは困難だろうと疑問視されていた。しかし、1991年のライブ・アルバム『ライヴ・アット・エキジビション』で高度な演奏力を実証してみせ、批評を払拭している。

## メンバー
※2022年時点 

### 現ラインナップ
- ラルフ・ヒューベルト (Ralph Hubert)（変名：ビョルン・エクルンド Bjorn Eklund） - ベース/アコースティック・ギター/ほか (1985年– )
- マルティン・レマー (Martin LeMar) - ボーカル (2008年– )
- エリク・アダム・H・グロッシュ (Erik Adam H. Grösch) - ギター (2008年– )
- ピーター・レイク (Peter Lake) - ギター (2006年–2008年、2018年– ) ※セオリー・イン・プラクティス
- アレックス・ランデンバーグ (Alex Landenburg) - ドラムス (2008年– )

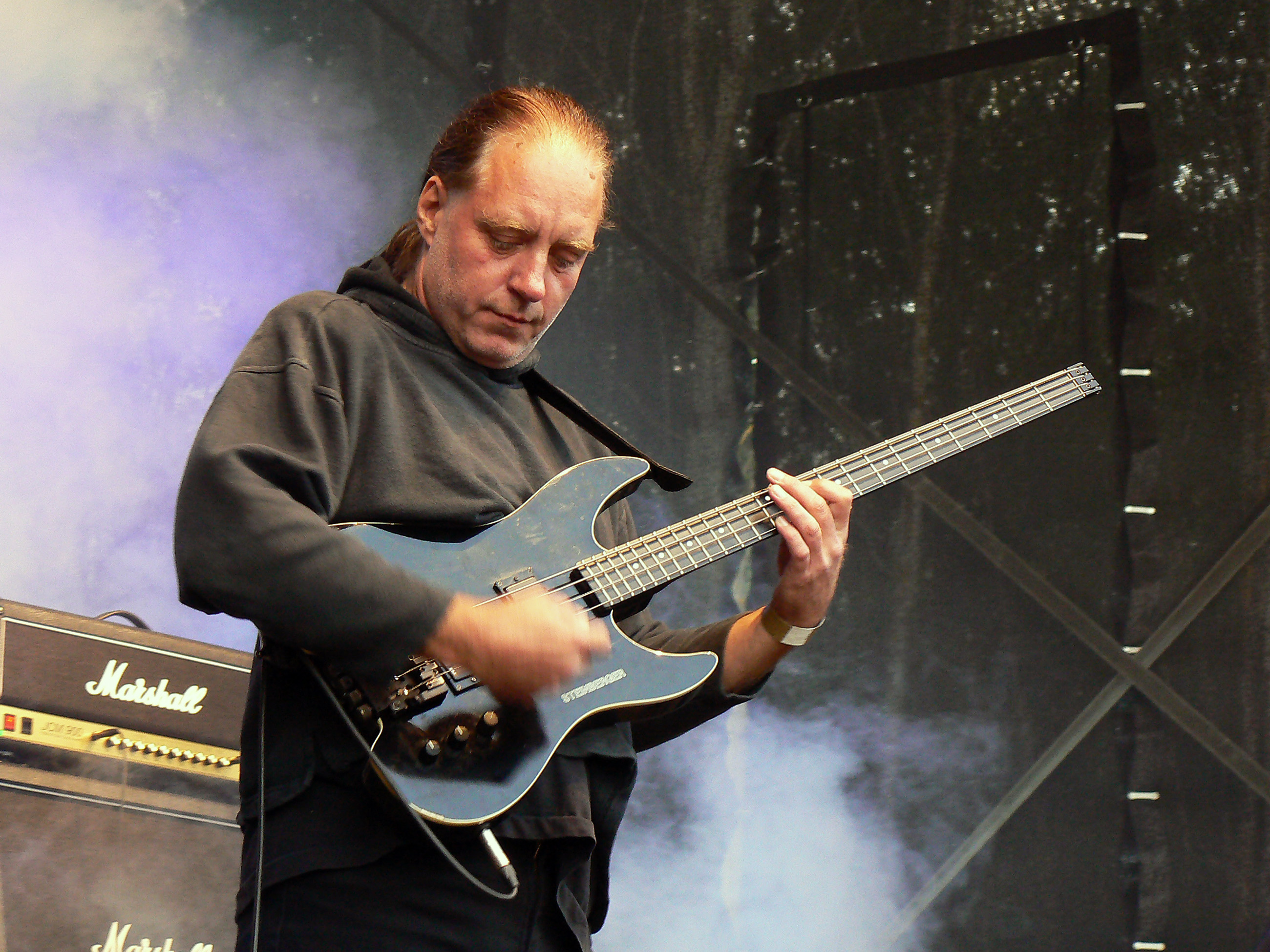
ラルフ・ヒューベルト (B) 2011年
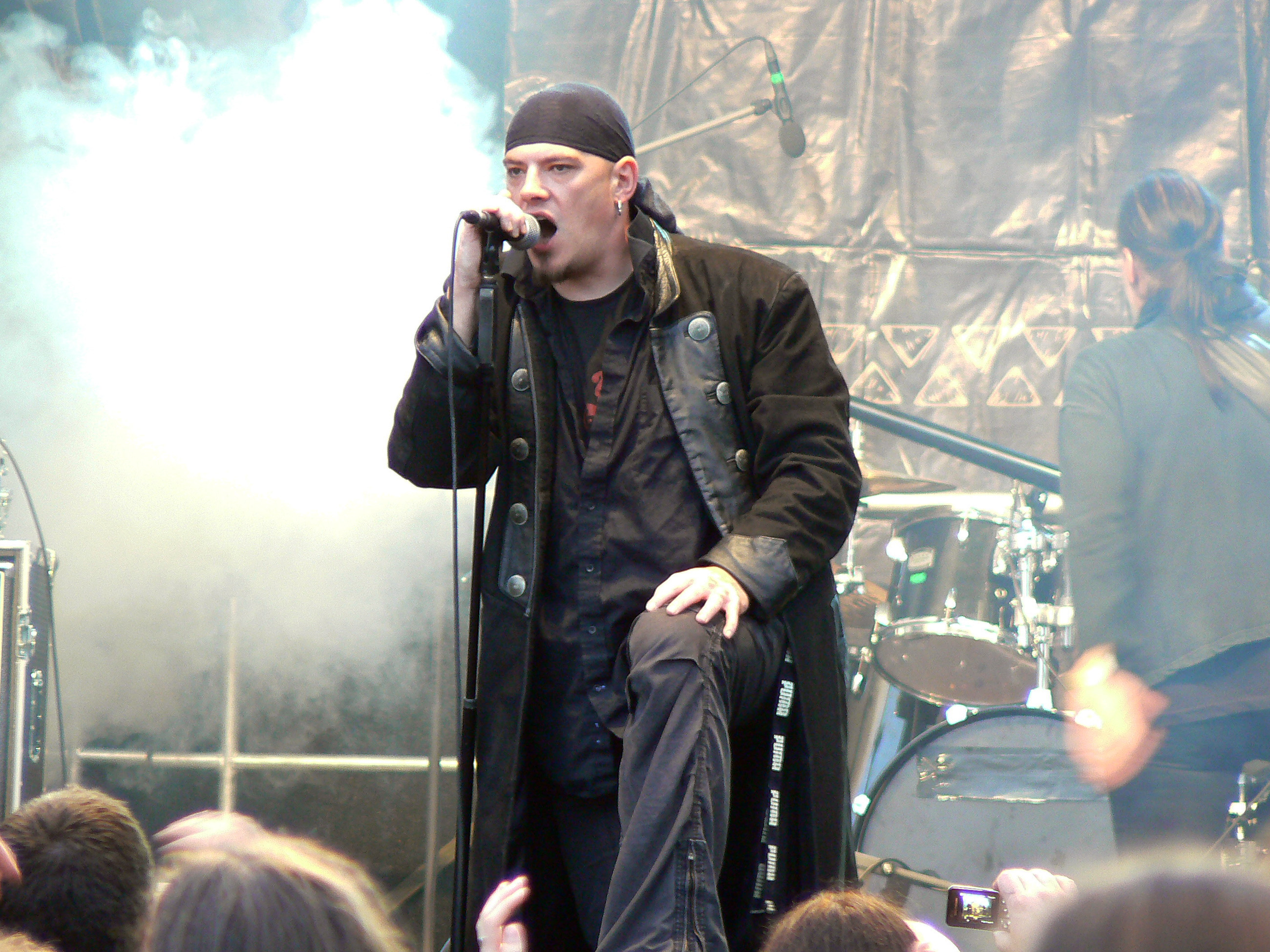
マルティン・レマー (Vo) 2011年
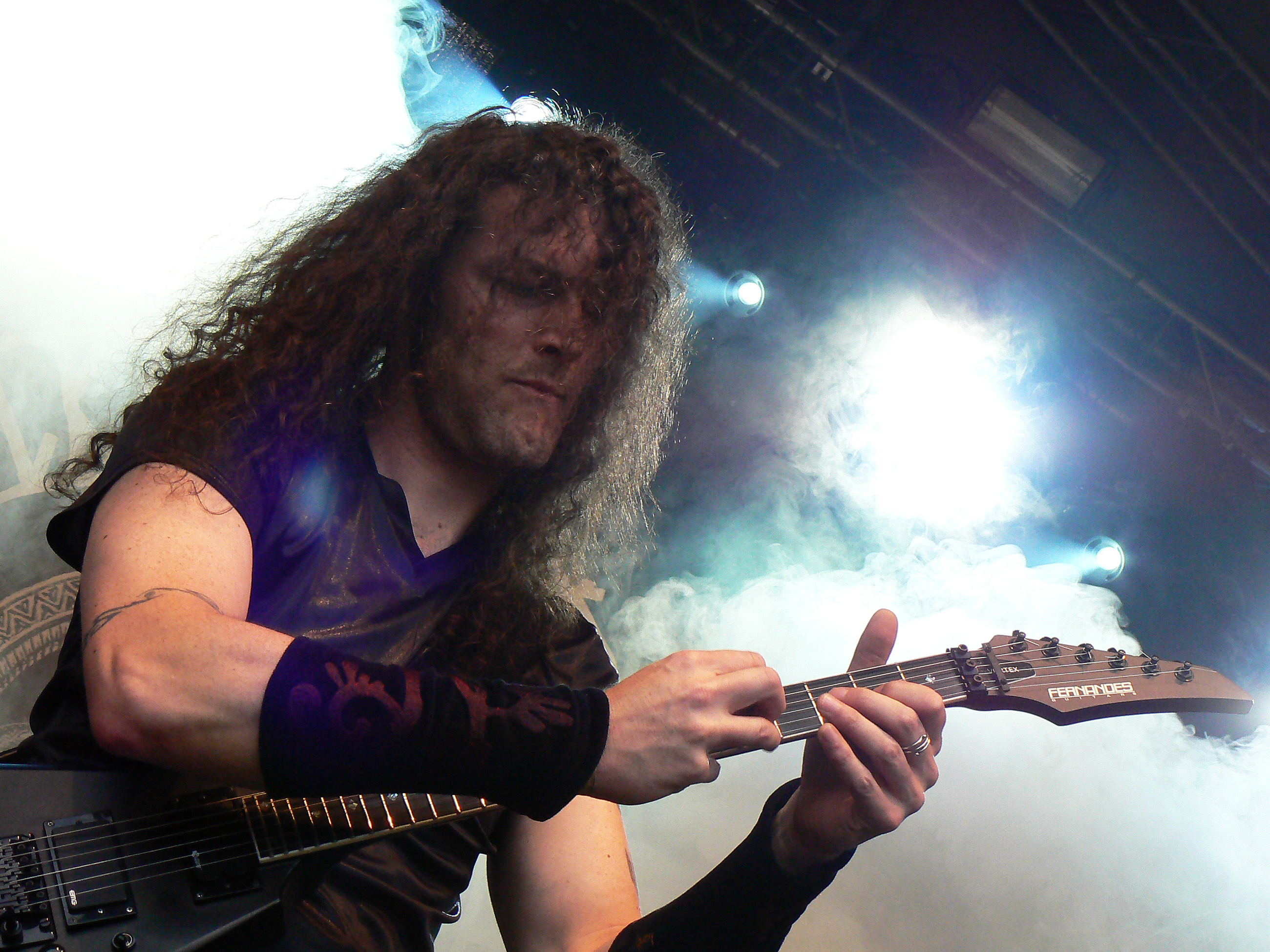
エリク・アダム・H・グロッシュ (G) 2011年
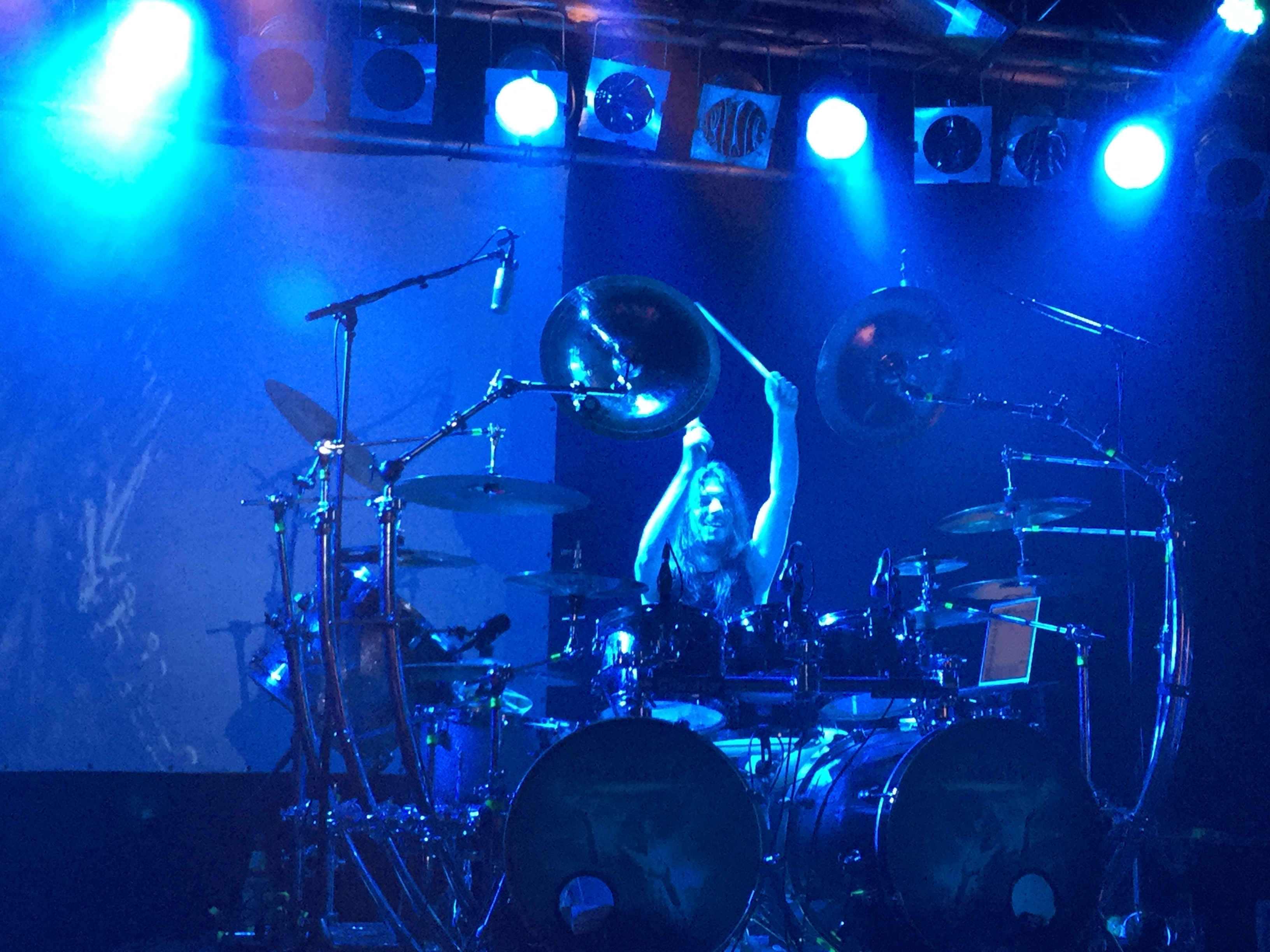
アレックス・ランデンバーグ (Ds) 2016年

### 旧メンバー
※1980年代末頃までは、ヒューベルト以外のメンバーも変名を名乗っていた時期がある。
ボーカル
- ピーヴィー・ワグナー (Peter "Peavy" Wagner)（変名：ジェイク・ジェンキンス Jake Jenkins） - (1985年–1987年) ※レイジ
- ウォルフガング・ボーグマン (Wolfgang Borgmann)（変名：カイル KEIL） - (1987年–1990年) ※シュワルツァーバイト
- ダグ・リー (Doug Lee) - (1990年–1994年) ※元サイレン
- レオ・シュピギェル (Leszek "Leo" szpigiel) - (2006年–2008年) ※エンジェル・ダスト

ギター
- フランク・フリッケ (Frank Fricke)（変名：ロルフ・シュタイン Rolf Stein） - (1987年–1989年) ※リヴィング・デス
- ライナー・ケルヒ (Reiner Kelch)（変名：ヴィンセント・セントジョーンズ Vincent St.Johns） - (1987年–1989年) ※リヴィング・デス
- ウヴェ・バルトラッシュ (Uwe Baltrusch)（変名：マルク・ケイ Mark kaye） - (1989年–1997年) ※ソドム
- ゲオルク・シンボス (Georg Syrmbos) - (1991年) ※元ホーリー・モーゼス
- ベネディクト・ジムニャク (Benedikt Zimniak) - (2008年–2014年) ※元アイボリー・ナイト

ドラムス
- ヨルグ・マイケル (Jörg Michael)（変名：ゴードン "ザ・マシーン" パーキンス Gordon "The Machine" Perkins） - (1985年–1991年) ※レイジ
- ウリ・カッシュ (Uli Kusch)（変名：パトリック・デュヴァル Patrick Duval） - (1987年、2006年–2008年) ※ホーリー・モーゼス
- ピーター・ハース (Peter Haas) - (1991年–1997年) ※クロークス

## ディスコグラフィ

### スタジオ・アルバム
- 『ファースト』 - Mekong Delta (1987年) ※日本盤は下記セカンド・アルバムとカップリング
- 『ザ・ミュージック・オブ・エーリッヒ・ツァーン』 - The Music of Erich Zann (1988年)
- 『ザ・プリンシプル・オブ・ダウト』 - The Principle of Doubt (1989年) ※日本盤はEP『トッカータ』とカップリング
- 『ダンゼズ・オブ・デス』 - Dances of Death (and Other Walking Shadows) (1990年)
- 『カレイドスコープ (万華鏡)』 - Kaleidoscope (1992年)
- 『ヴィジョンズ・フュージティヴズ』 - Visions Fugitives (1994年)
- 『展覧会の絵』 - Pictures at an Exhibition (1996年)
- 『ラーキング・フィア』 - Lurking Fear (2007年)
- Wanderer on the Edge of Time (2010年)
- 『インターセクションズ』 - Intersections (2012年) ※セルフ・カバー・アルバム
- In a Mirror Darkly (2014年)
- Tales of a Future Past (2020年)

### EP、シングル
- The Gnom (1988年)
- 『トッカータ』 - Toccata (1989年)
- Dance on a Volcano (1993年) ※表題曲はジェネシスのカバー

### ライブ・アルバム
- 『ライヴ・アット・エキジビション』 - Live at an Exhibition (1991年)

### コンピレーション・アルバム
- 『クラシックス』 - Classics (1993年)
- The Principle of Doubt (2005年、Ambitions)

### 映像作品
- Live in Frankfurt 1991 (2007年) ※DVD